# Regierungsbezirk Dresden
| Oversigtskort                      |                  |
| Tyskland                           |                  |
| Statistik                          |                  |
| Delstat:                           | Sachsen          |
| Hovedstad:                         | Dresden          |
| Areal:                             | 7,930.45 km²     |
| Indbyggere:                        | 1,695,745 (2001) |
| Befolkningstæthed:                 | 214 pr. km²      |
| Kort                               |                  |
| Regierungsbezirk Dresden i Sachsen |                  |

Dresden er en af de tre regierungsbezirk i den tyske delstat Sachsen. Området ligger i den syd-østlige del af delstat.
| Landkreis | Kreisfri byer                        |
| 1. Bautzen 2. Kamenz 3. Löbau-Zittau 4. Meißen 5. Niederschlesischer Oberlausitzkreis 6. Riesa-Großenhain 7. Sächsische Schweiz 8. Weißeritzkreis | 1. Dresden 2. Görlitz 3. Hoyerswerda |

|  | Infoboks uden skabelon Denne artikel har en infoboks dannet af en tabel eller tilsvarende. |